# Georges Ifrah
Georges Ifrah (1947-2019) est un professeur de mathématiques. Il quitte l'enseignement et devient, en autodidacte, historien du nombre, de sa symbolique, des chiffres et du calcul artificiel.

## Travaux et critiques
Son travail documenté sur l'origine des nombres et de leur transcription rejoint les recherches sur l'origine de l'écriture; ses publications traitent également de l'histoire du calcul et des mathématiques.
Malgré un succès populaire et universitaire international pour ses travaux sur l'histoire des nombres, ceux-ci sont critiqués par des universitaires.

## Publications
- Histoire universelle des chiffres, Seghers, puis Bouquins chez Robert Laffont, t. I, 1981[3] et t. II, 1994 ;
- Les chiffres ou l'histoire d'une grande invention, Robert Laffont, 1985 ;
- Jojo au pays des merveilles mathématiques, Stock,  (ISBN 223405608X et 9782234056084).